# 린보헝
린보헝(광둥어: 連寶香 Lin4 bou2 hoeng1, 중국어 정체자: 連寶香, 병음: Lián Bǎoxiāng 롄바오샹[*], 한자음: 연보향, 영어: Lin Po Heung, 1985년 5월 2일~)은 홍콩의 플뢰레 펜싱 선수이다. 2012년 하계 올림픽에 홍콩 국가대표로 참가했다.

## 경력
1985년에 홍콩에서 태어났다.
2012년 7월 런던에서 열린 2012년 하계 올림픽에 참가했다. 이 대회 여자 플뢰레 개인전에 출전하였으나, 64강에서 일본의 니시오카 시호에게 10-13으로 패하며 탈락하였다.